# Mitrula microspora
Mitrula microspora är en svampart som först beskrevs av Cooke & Peck, och fick sitt nu gällande namn av George Edward Massee 1895. Mitrula microspora ingår i släktet Mitrula, ordningen disksvampar, klassen Leotiomycetes, divisionen sporsäcksvampar och riket svampar.   Inga underarter finns listade i Catalogue of Life.